# Кашина Ранкате (Милано)
Кашина Ранкате је насеље у Италији у округу Милано, региону Ломбардија.
Према процени из 2011. у насељу је живело 34 становника. Насеље се налази на надморској висини од 97 м.